# Pterophorus inquinatus
Pterophorus inquinatus is een vlinder uit de familie vedermotten (Pterophoridae). De wetenschappelijke naam van de soort is voor het eerst geldig gepubliceerd in 1873 door Philipp Christoph Zeller.